# NGC 5216
NGC 5216 é uma galáxia elíptica (E) localizada na direcção da constelação de Ursa Major. Possui uma declinação de +62° 42' 03" e uma ascensão recta de 13 horas, 32 minutos e 07,1 segundos.
A galáxia NGC 5216 foi descoberta em 19 de Março de 1790 por William Herschel.